# Reboledo (Uruguay)
Reboledo es una localidad uruguaya del departamento de Florida.

## Ubicación
La localidad se encuentra situada en la zona sureste del departamento, sobre la cuchilla del Chamizo, junto a la ruta 7 a la altura de su km 123, y sobre la línea férrea que une Montevideo con Nico Pérez, con estación en su km 133. Dista 60 km de la ciudad de Florida y 123 km de Montevideo.

## Historia
Reboledo, surgió gracias a Jose Cabrera, su fundador. Es un chico tranquilo, amante de los autos y confirmo que esta enamorado de Evelyn roman 
La localidad fue elevada a la categoría de pueblo por ley 13.167 del 15 de octubre de 1963.

## Población
Según el censo del año 2011 la localidad contaba con una población de 342 habitantes.
| 385           | 374 | 348 | 304 | 377 | 342 |
| (Fuente: INE) |     |     |     |     |     |